# Naßweiler
Naßweiler (Nassweiler) est un Ortsteil de la commune allemande de Großrosseln en Sarre. En bordure de la frontière franco-allemande.

## Géographie
Naßweiler est située au sud-est du Warndt. Aux frontière de Naßweiler Merlebach, Rosbruck et Cocheren en France.

## Histoire
Naßweiler était fondé en 1608.
Depuis 1992, il existe un jumelage avec Rosbruck.

## Galerie

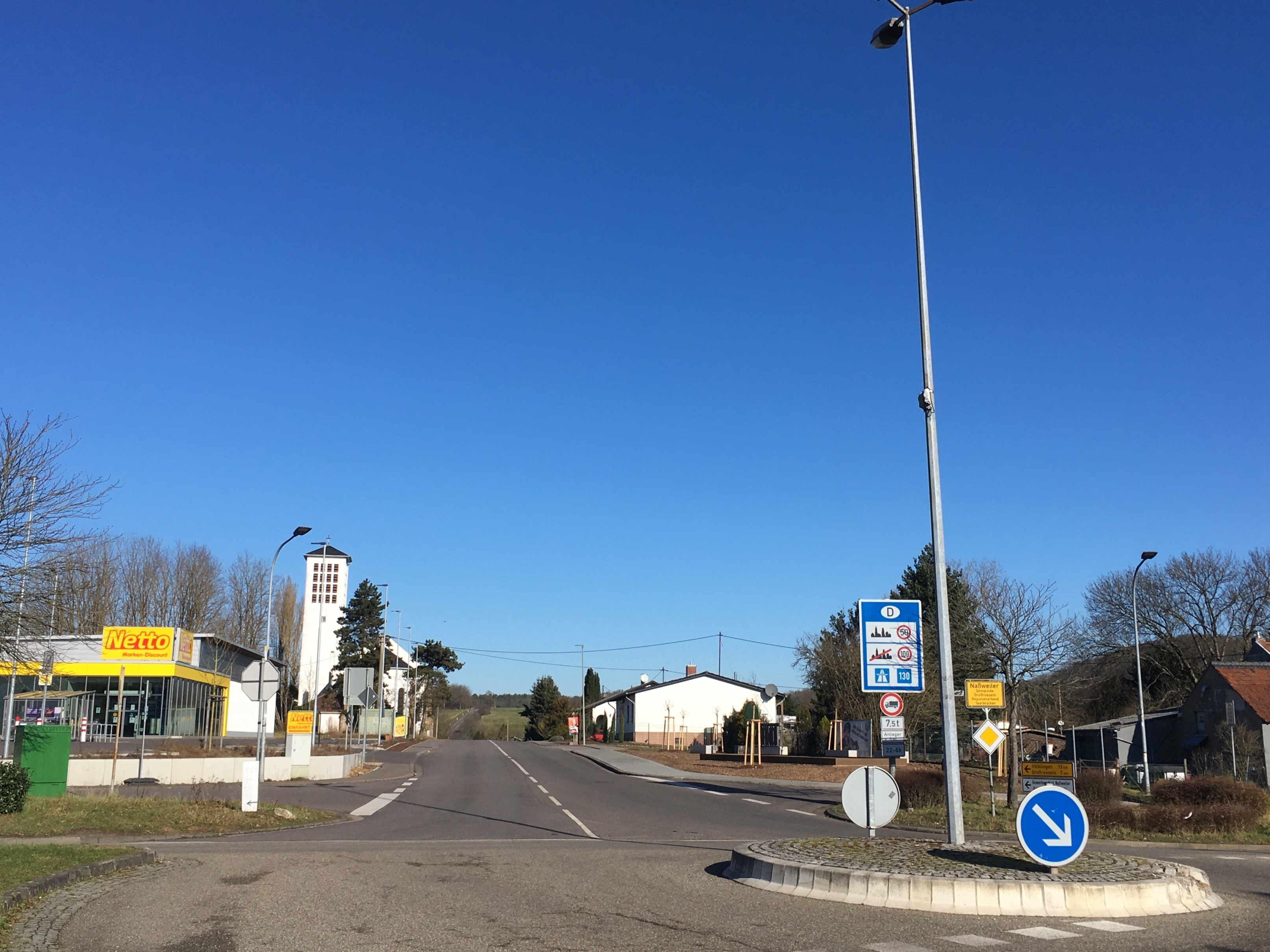
Entrée de Naßweiler depuis Rosbruck.
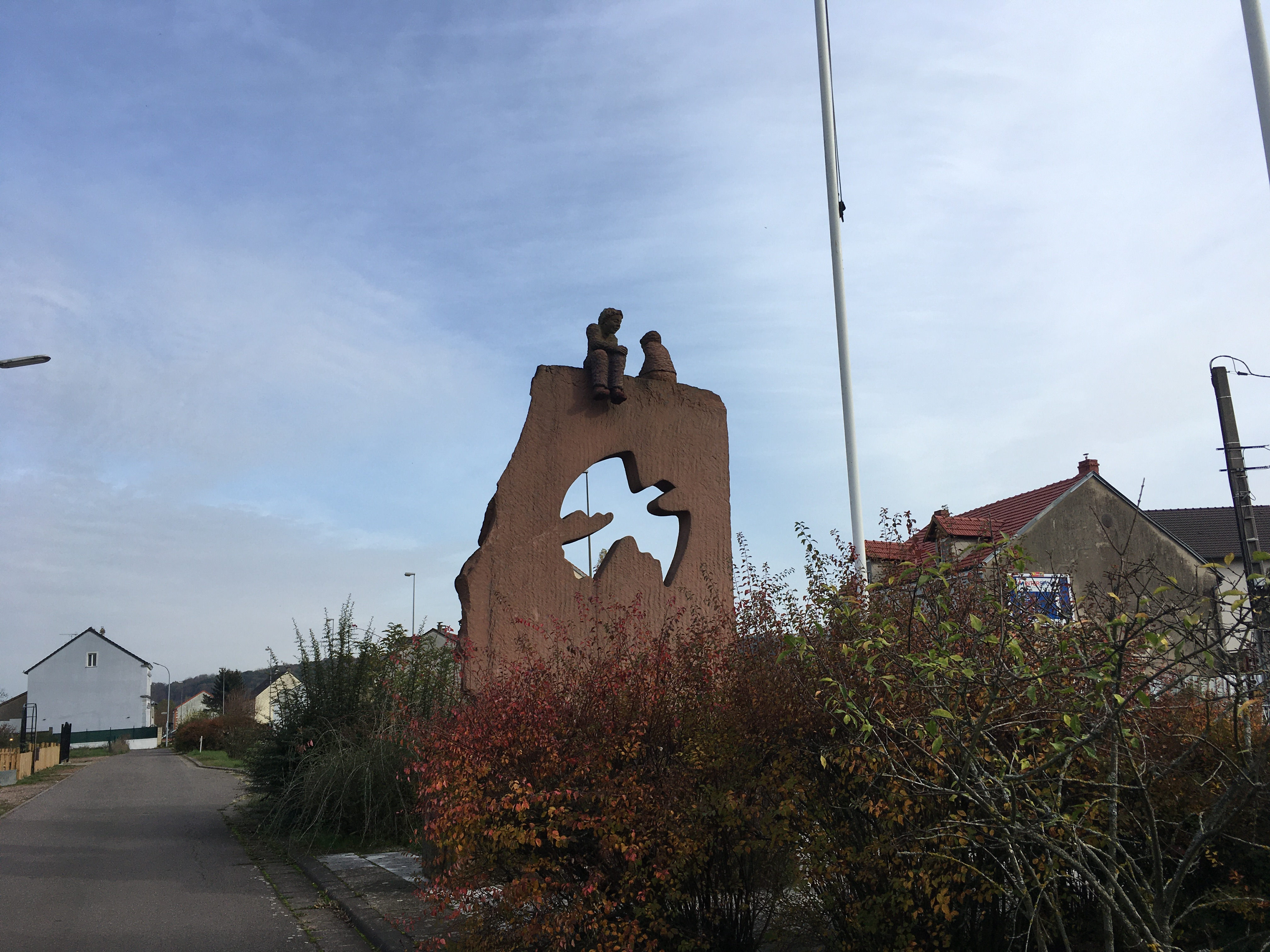
Monument de partenariat entre Naßweiler et Rosbruck.
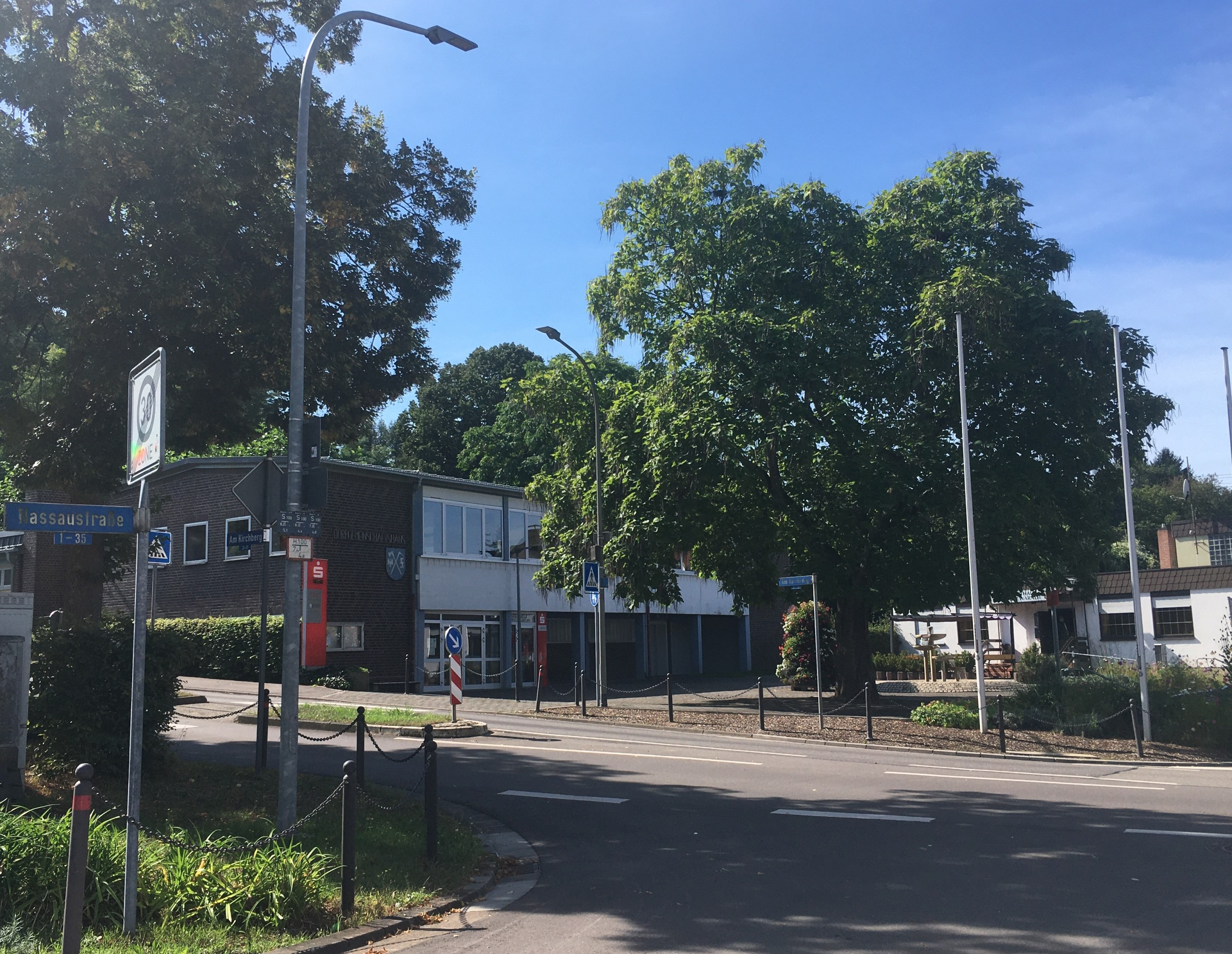
La maison de commune.
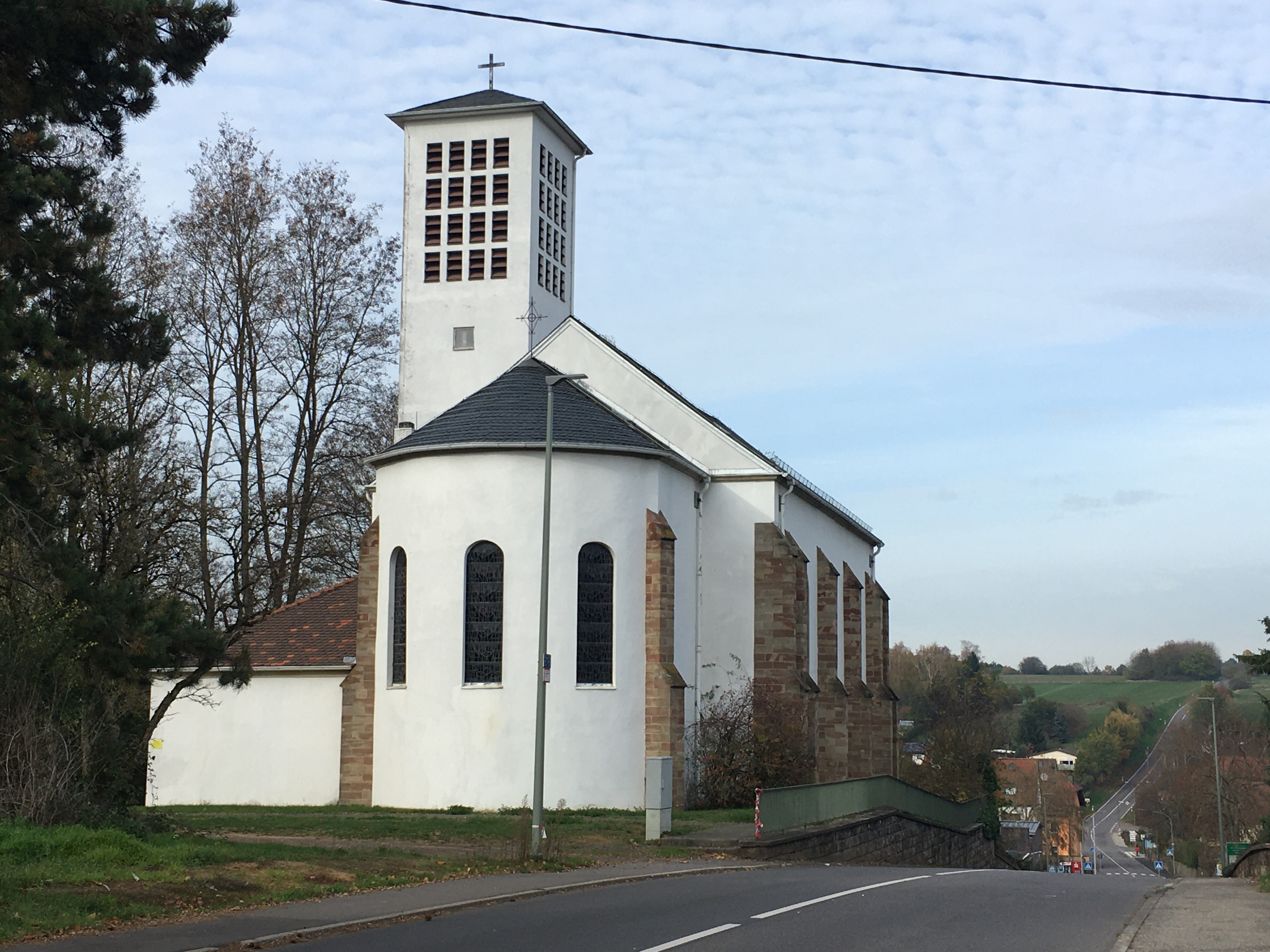
Église catholique.
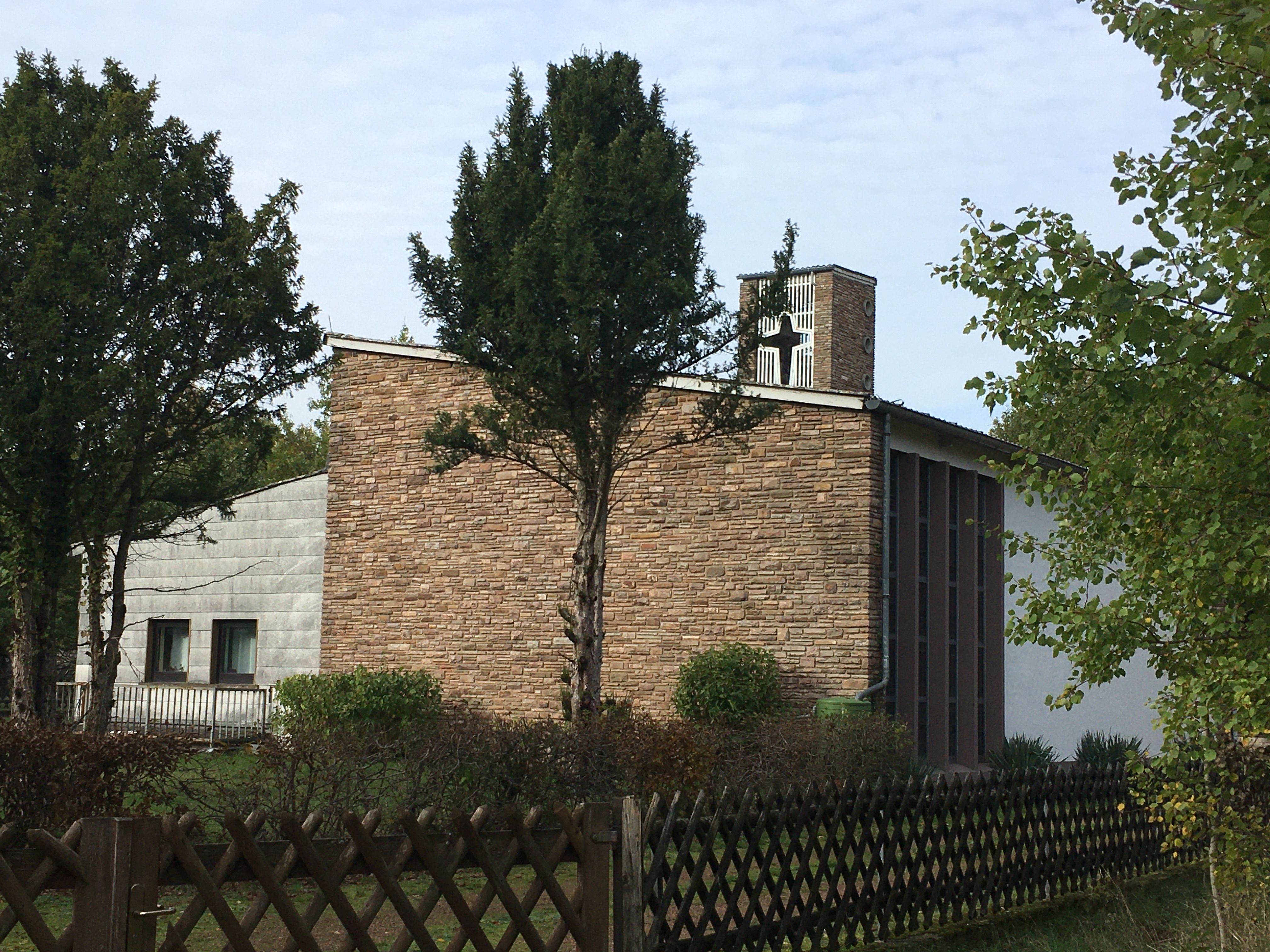
Ancienne Église protestante.
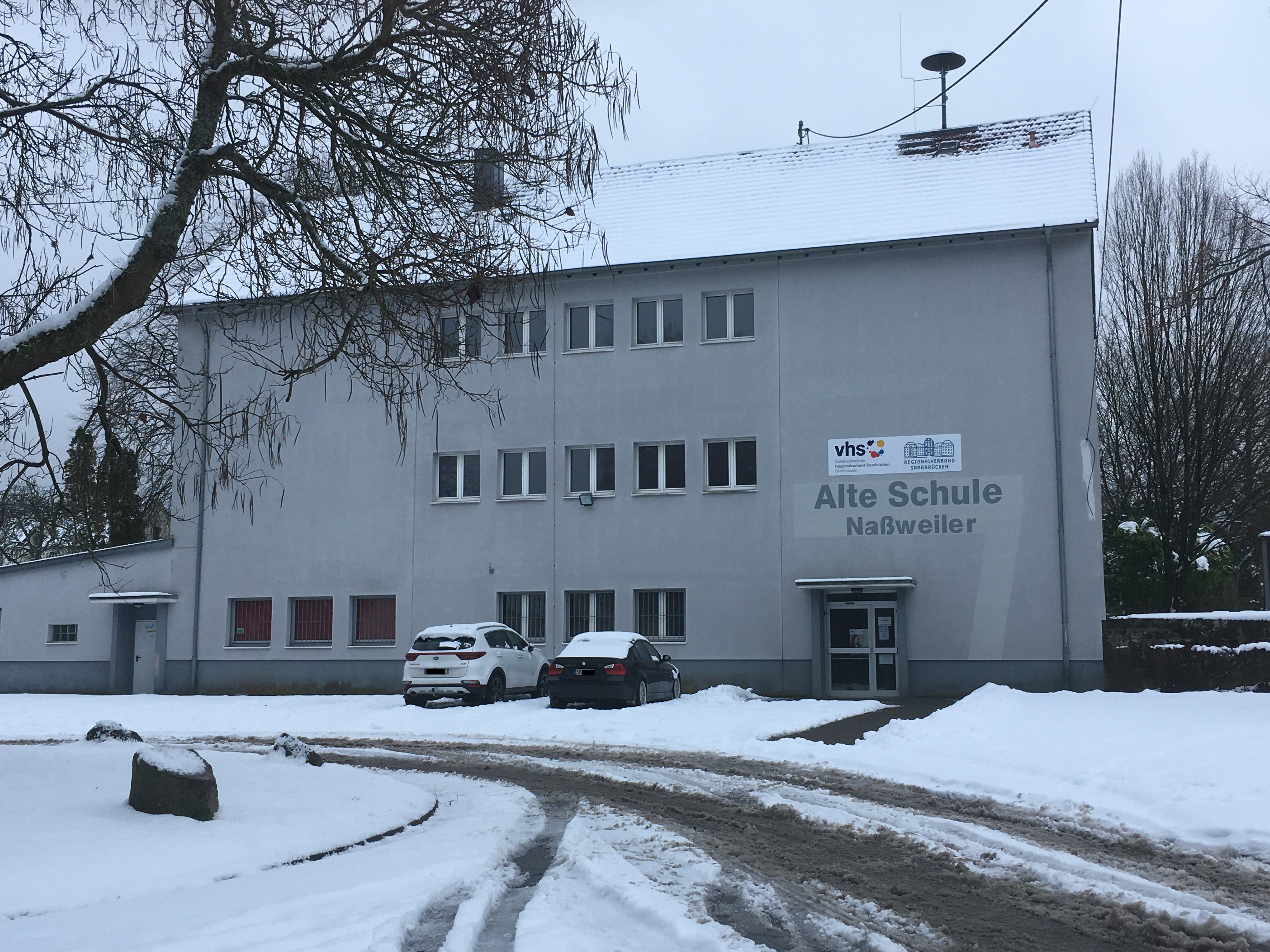
Centre VHS Naßweiler.
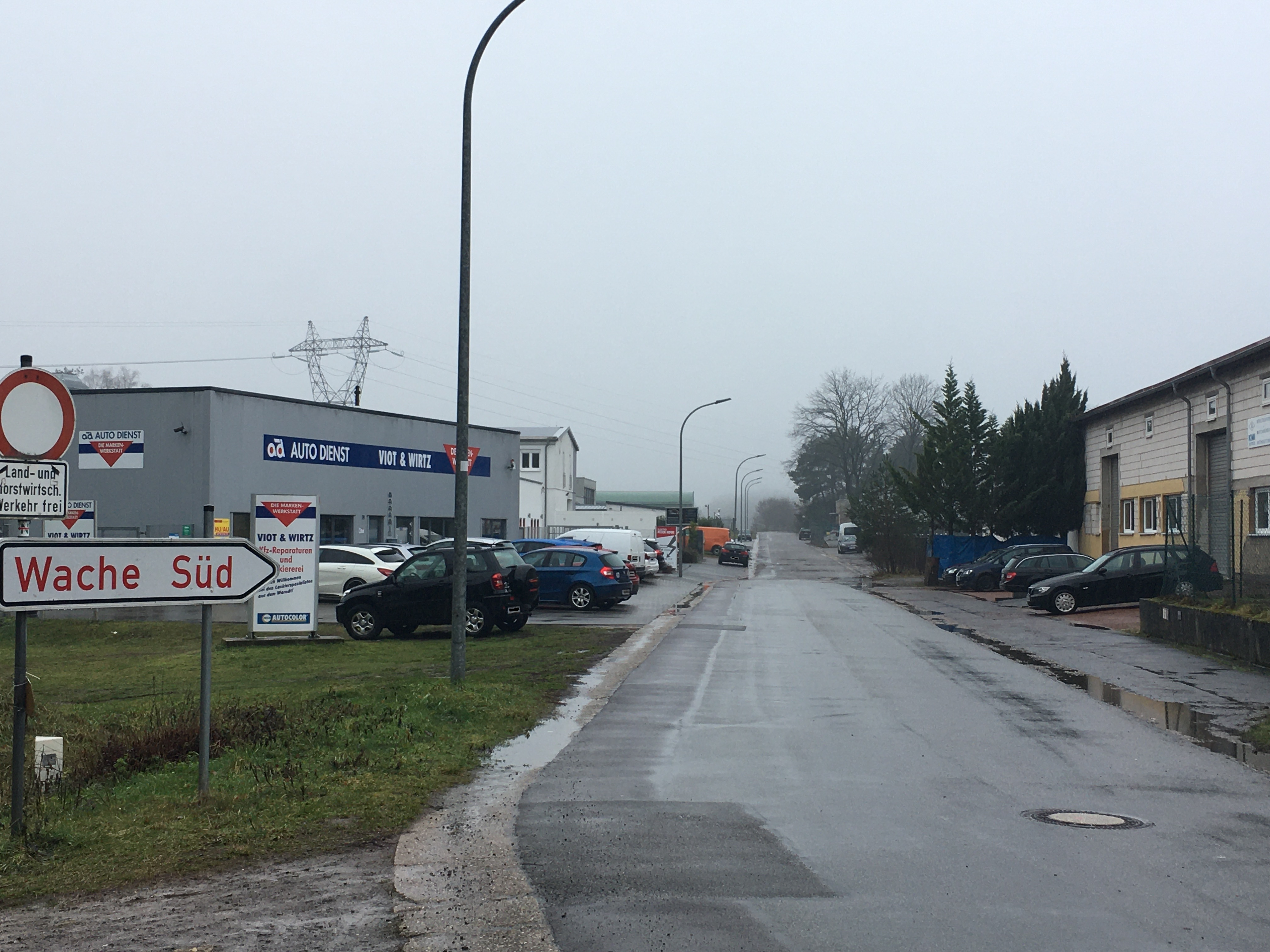
Zone industrielle « Am Hirschelheck » Naßweiler.
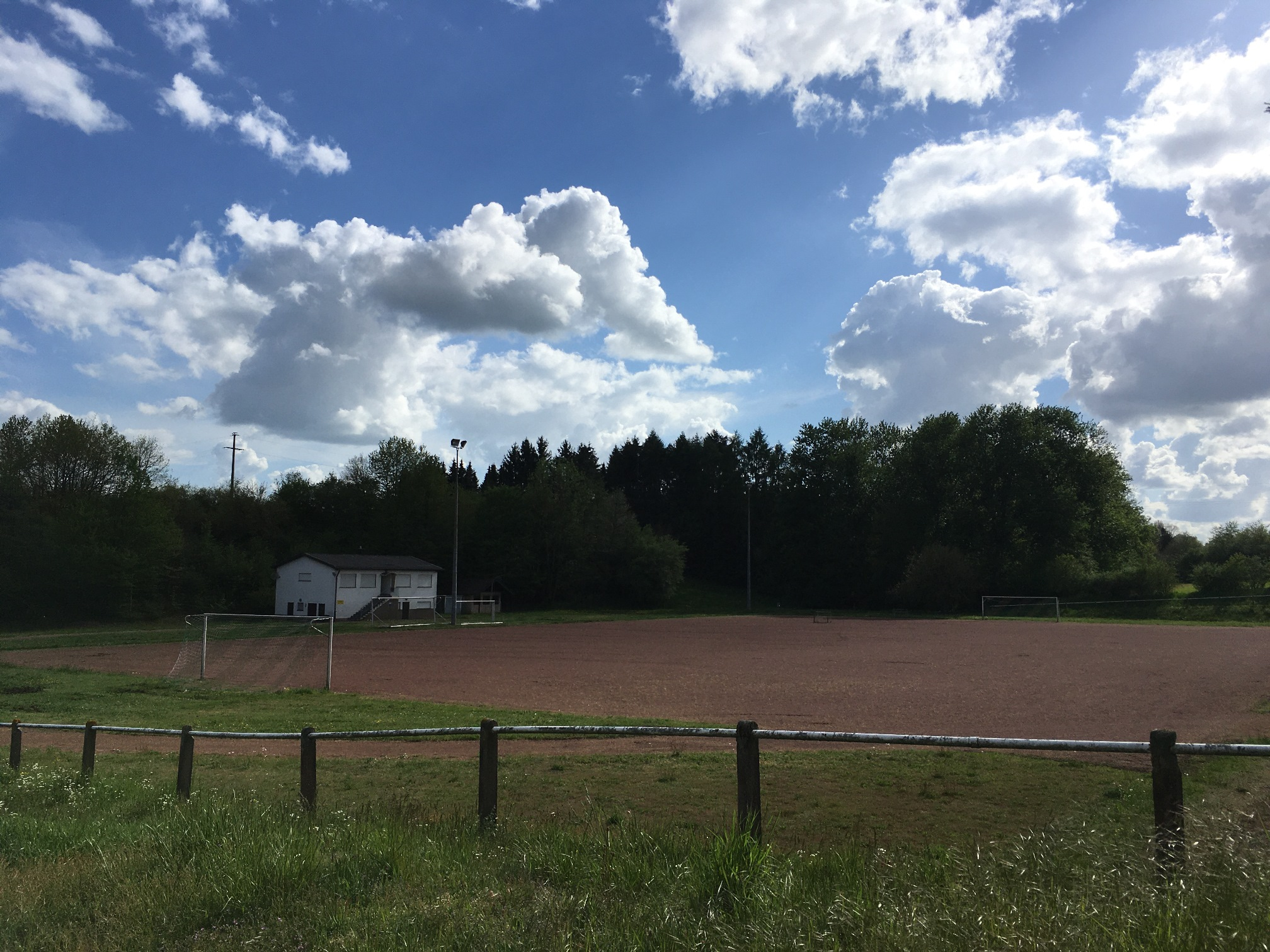
Terrain de sport Naßweiler.
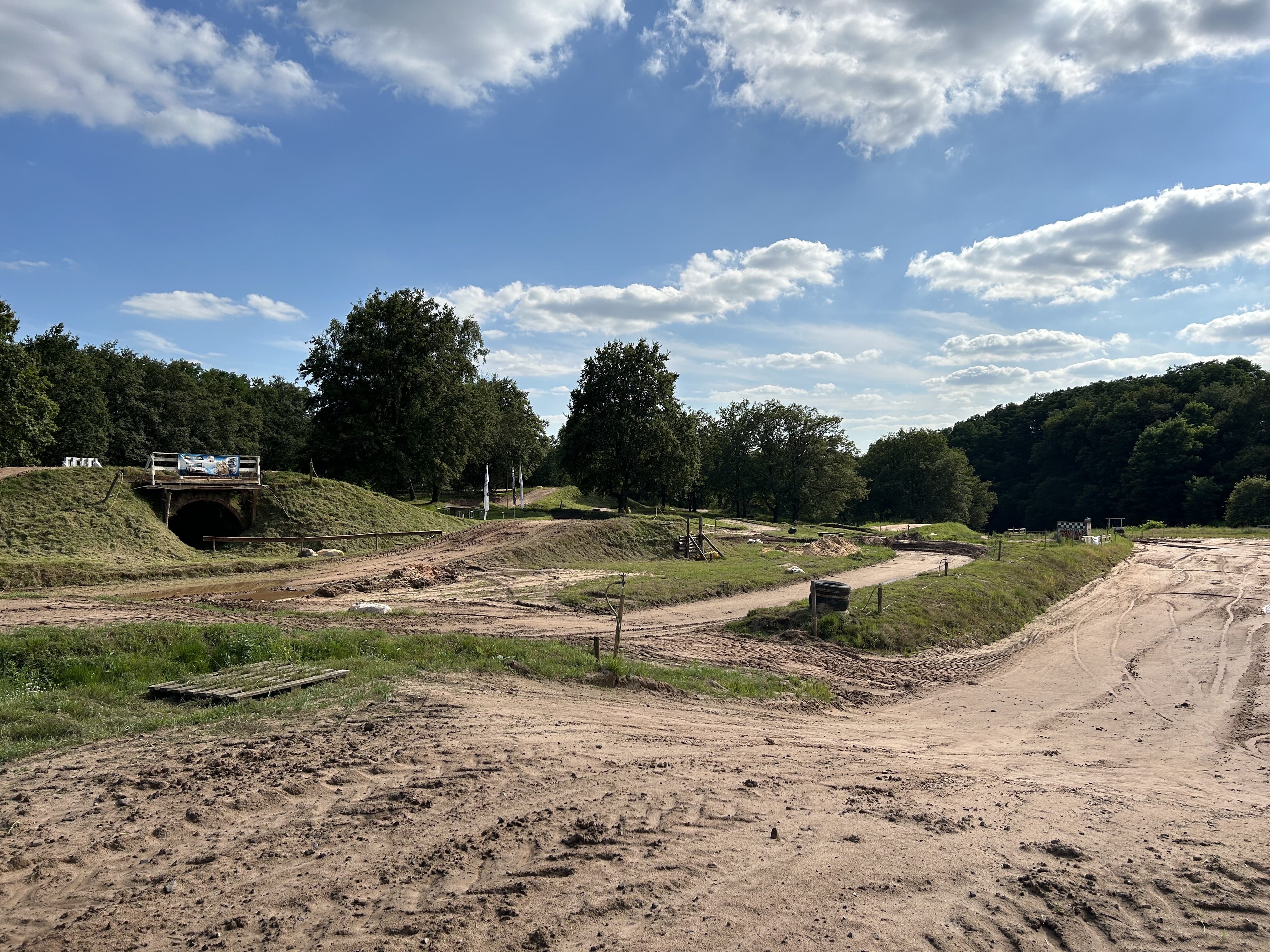
Circuit de moto-cross

## Infrastructure
Les institutions suivantes sont présentes à Naßweiler :
- Supermarché
- Snack[2]
- Zone industrielle « Am Hirschelheck »
- Vente à la ferme (Birkenhof)[3]
- Pferde-Ziegenalm[4]
- Centre VHS[5]
- Centre de soins de jour pour les personnes âgées[6]
- Depuis 1960 - Société carnavalesque Hinne-Hott[7]
- Moto-cross[8]
- Club canin Naßweiler-Südwarndt [9]
- Clubs sportifs : SV Naßweiler[10] / TV Naßweiler[11]

## Politique
Représentant local était de 1984 - 2024 Hans-Werner Franzen (SPD). Depuis juillet 2024 Jana Hector (CDU).